# Алекс Хигинс
Александар Гордон „Алекс“ Хигинс (енгл. Alexander Gordon "Alex" Higgins; Белфаст, 18. март 1949 − Белфаст, 24. јул 2010), био је професионални играч снукера. Два пута је био победник Светског првенства у снукеру. Познат је по веома брзој игри по чему је и добио надимак Ураган (Hurricane). Шампионат Уједињеног Краљевства је освојио 1983. године, а Мастерс 1978. и 1981. године и тако је постао један од десет играча који су освојили триплу круну у снукеру. Такође је био и светски првак у пару са Џимијем Вајтом 1984. године и три пута је освајао Светски куп са ирским тимом.
Хигинс је био познат као People's Champion због његове популарности која је врхунац имала осамдесетих година. Он је такође био страствени пушач, а имао је проблема и са алкохолом и коцкањем. Хигинс је умро у Белфасту 24. јула 2010. године.

## Живот и каријера

### Младост
Алекс Хигинс је рођен у Белфасту и имао је три сестре. Снукер је почео да игра када је имао 11 година. Са 14 година се сели у Енглеску и започиње каријеру као џокеј, али је напустио због проблема са тежином. Након повратка у Северну Ирску са 16 година поново почиње да игра снукер и тада је направио свој први максимални брејк. Године 1968. је освојио All-Ireland and Northern Ireland Amateur Snooker Championships.

### Светске титуле
Професионалац је постао са 22 године и у првом покушају 1972. године је освојио Светско првенство победивши Џона Спенсера 37-32. Тада је Хигинс постао најмлађи светски првак, рекорд је оборио Хендри 1990. године када је постао првак са 21 годином. У априлу 1976. године Хигинс је поново био у финалу, али је овога пута изгубио од Реја Рирдона са 27-16. Такође је био другопласиран и 1980. године када је изгубио финале од Клифа Торбурна 18-16. Другу титулу светског првака је освојио 1982. године после победе над Рирдоном 18-15.

### Остале победе
Током каријере Хигинс је освојио 20 титула, а једна од најпознатијих је Шампионат Уједињеног Краљевства 1983. године. У финалу је губио против Стива Дејвиса са 7-0 пре него што је направио чувени повратак и победио са 16-15.
Такође је освојио и Мастерс у два наврата, 1978. и 1981. године, победама над Торбурном и Грифитом.

### Повратак
Након пензионисања 1997. године Хигинс је учествовао на Шампионату Ирске 2005. и 2006. године, али је такмичење завршавао већ у првој рунди такмичења.
Године 2007. је био оптужен да је напао судију 12. јуна на добротворном мечу и последњи такмичарски меч је одиграо у септембру исте године.
Након тога је наставио да игра снукер по пабовима у Северној Ирској.
Хигинс је учествовао 2010. године на туру у Шефилду са осталим легендама снукера, након што се два дана пре почетка одјавио из болнице у којој је био због упале плућа.
Током своје каријере Хигинс је зарадио између 3 и 4 милиона фунти.

## Освојени турнири

### Рангирани турнири:(1)
- Светско првенство – 1982

### Нерангирани турнири:(23)
- Светско првенство – 1972
- Irish Professional Championship – 1972, 1978, 1978, 1979, 1983, 1989
- Men of the Midlands – 1972, 1973
- Watney Open – 1974
- Canadian Open – 1975, 1977
- Canadian Club Masters – 1976
- Benson & Hedges Ireland Tournament – 1977
- Мастерс – 1978, 1981
- Tolly Cobbold Classic – 1979, 1980
- British Gold Cup – 1980
- Padmore Super Crystalate International – 1980
- UK Championship – 1983
- Irish Masters – 1989
- Pontins Camber Sands – 1980

### Тимска такмичења:(4)
- World Doubles Championship – 1984
- World Cup – 1985, 1986, 1987

### Полупрофесионални турнири:(1)
- Pontin's Spring Open

### Аматерски турнири:(2)
- All Ireland Amateur Championship – 1968
- Northern Ireland Amateur Championship – 1968